# 奧薩區 (彼爾姆邊疆區)

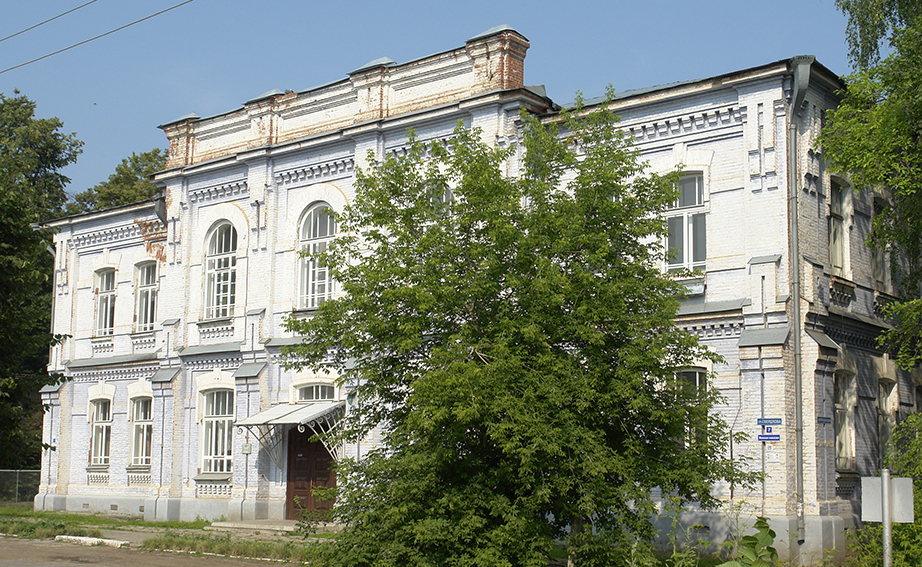

57°15′36″N 55°41′17″E / 57.260°N 55.688°E
奧薩區（俄语：Осинский район），是俄羅斯的一個區，位於該國中西部，由彼爾姆邊疆區負責管轄，始建於1924年1月1日，面積2,057平方公里，2010年人口29,513，人口密度每平方公里14.35人。